# Asura hemixantha
Asura hemixantha är en fjärilsart som beskrevs av George Francis Hampson 1900. Asura hemixantha ingår i släktet Asura och familjen björnspinnare. Inga underarter finns listade i Catalogue of Life.